# Ginestet
Ginestet település Franciaországban, Dordogne megyében. Lakosainak száma 758 fő (2022. január 1.). Ginestet Lunas, Bergerac, Prigonrieux és Eyraud-Crempse-Maurens községekkel határos.

## Népesség
A település népességének változása:
| Lakosok száma | 385  | 549  | 708  | 818  | 743  | 731  | 729  | 721  | 733  | 758  |
|               | 1968 | 1982 | 1990 | 2006 | 2013 | 2015 | 2017 | 2019 | 2020 | 2022 |